# 성 포르피리우스 교회 공습

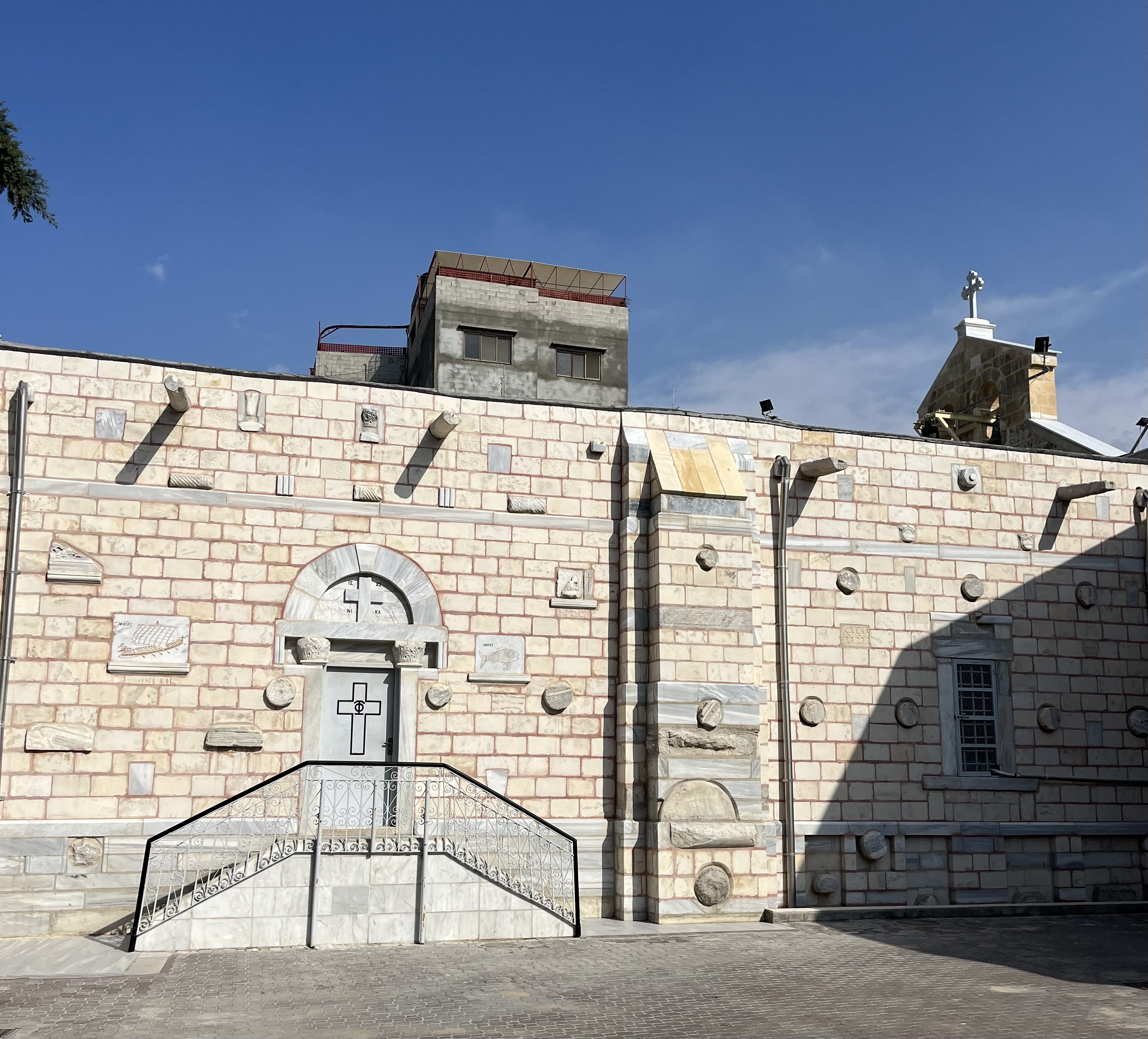
공습이 있기 전 2022년 성 포르피리우스 교회의 모습

2023년 10월 19일, 이스라엘이 점령한 팔레스타인 영토 가자시티에 있는 그리스 정교회인 성 포르피리우스 교회 일부를 공습하여 450명이 넘는, 2023년 이스라엘-하마스 전쟁 당시 가자 지구의 기독교인과 무슬림 주민 가운데 교회에 숨어 있던 팔레스타인 민간인 최소 18명이 사망했다.
이스라엘군은 이번 폭발이 인근 하마스의 로켓 및 박격포 발사 지휘소를 겨냥한 것으로 알려진 공습 중 하나에서 비롯됐다고 인정했다.

## 배경
성 포르피리우스 그리스 정교회는 가자 구시가지의 자이툰 지구에 위치하고 있으며 AD395년부터 AD420년까지 가자 지역의 주교였던 성 포르피리우스의 무덤이 있다. 2014년 7월 가자지구에서 이스라엘 방위군(IDF)이 폭격을 가하는 동안 교회도 피해를 입었다. 이 과정에서 교회의 물 탱크가 파괴되고 인근 주택이 IDF 탱크 포탄에 의해 손상되었다. 2014년 포격 당시 교회는 가자 시민들에게 피난처를 제공하고 안뜰에서 라마단 기도회를 가졌다.
성 포르피리우스(Saint Porphyrius)는 이스라엘의 공습을 피해 그곳으로 도망친 수백 명의 사람들이 폭발로 사망하고 부상을 입은 알아흘리 아랍 병원 단지에서 300m도 채 떨어지지 않은 곳에 있다.